# Костюки (Полтавская область)
Костюки (укр. Костюки) — село,
Вишняковский сельский совет,
Хорольский район,
Полтавская область,
Украина.
Код КОАТУУ — 5324881207. Население по переписи 2001 года составляло 164 человека.

## Географическое положение
Село Костюки находится на правом берегу реки Хорол,
выше по течению на расстоянии в 2 км расположено село Вишняки,
ниже по течению на расстоянии в 2 км расположено село Трубайцы,
на противоположном берегу — село Хвощовка.
Река в этом месте извилистая, образует лиманы, старицы и заболоченные озёра.

## История
Село указано на специальной карте Западной части России Шуберта 1826-1840 годов 